# Sint-Pieterskerk (Kwerps)

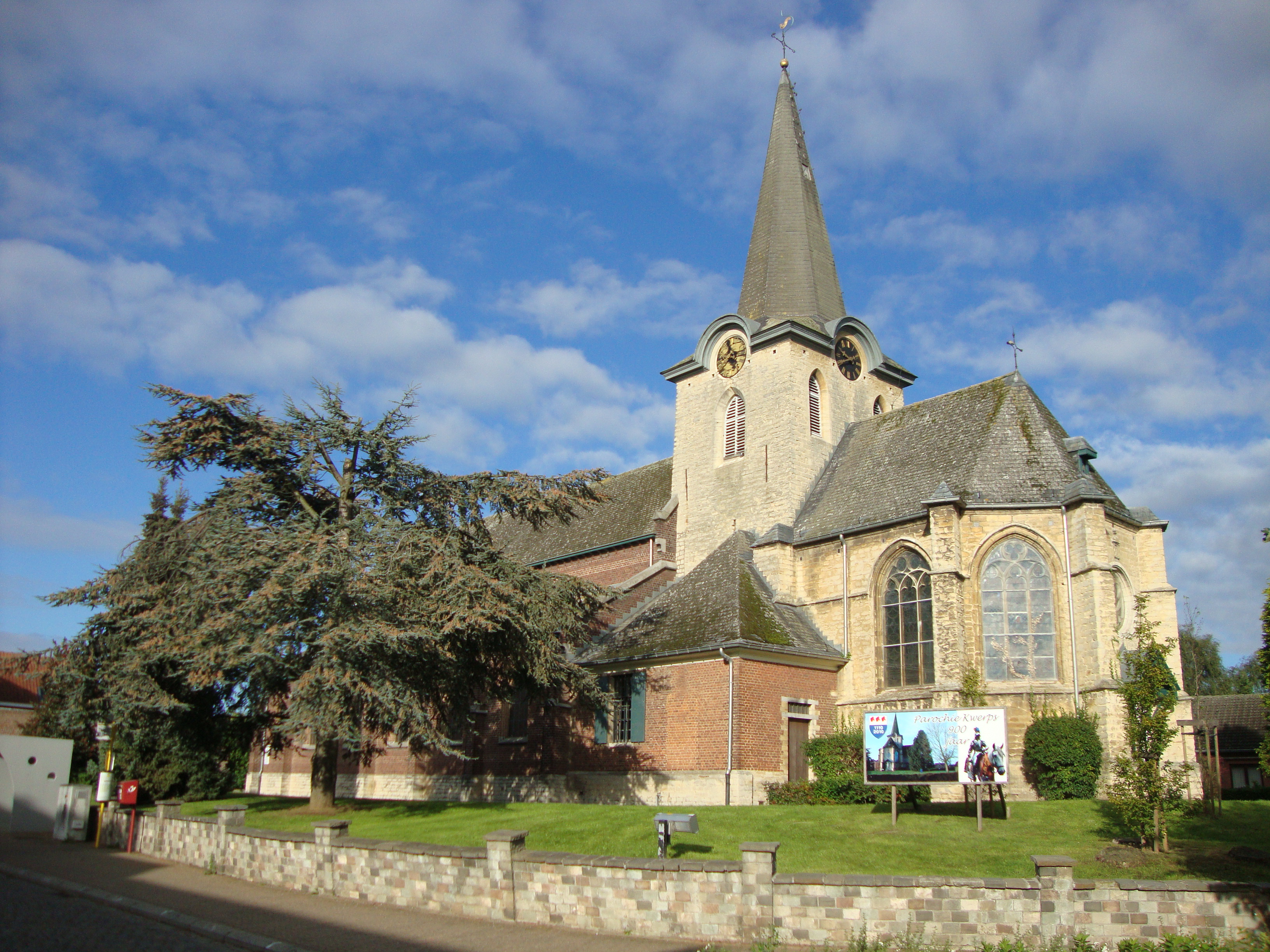
De Sint-Pieterskerk in het centrum van Kwerps

De Sint-Pieterskerk is een gotische en neogotische kerk in de Vlaams-Brabantse gemeente Kortenberg in het centrum van België.
De Sint-Pieterskerk ligt in de deelgemeente Erps-Kwerps aan het dorpsplein van Kwerps, en dateert uit verschillende periodes: de oostertoren is in oorsprong 12de of 13de-eeuws, vernield in 1572 bij de godsdienstoorlogen en in 1586 in zijn huidige vorm heropgebouwd, dus 16de-eeuws, het vijfzijdige koor met steunberen in Brabantse gotiek is 17de-eeuws, de uitbreiding en verbouwing van het neogotische middenschip met zijbeuken van 1897 onder architect Florent Van Roelen en sgariffiti van Gabriel Van Dievoet.
De kerk zelf is geen monument van onroerend erfgoed, het orgel van de kerk behoort wel tot het cultureel erfgoed in België. Het orgel werd in 1791 door toenmalig pastoor Delvaux aangekocht van de kerk van Diegem.
De doopvont in arduin is uit 1590.
Achter het koor ligt de grafzerk van architect Claude Fisco, overleden in 1825. Hij is de architect van onder meer het Brusselse Martelarenplein.